# ティベリウス・センプロニウス・ロングス (紀元前194年の執政官)
ティベリウス・センプロニウス・ロングス（ラテン語: Tiberius Sempronius Longus, 紀元前174年没）は、共和政ローマの元老院議員。紀元前194年、スキピオ・アフリカヌスとともに執政官を務めた。父は同名で第二次ポエニ戦争を戦ったティベリウス・センプロニウス・ロングス。
執政官の任期の間、センプロニウスは法制を重視、特に移民法に携わった。またローマの直轄地であるプテオリ、サレルヌムなどカンパニア地方を監察した。
ガリアの属州化の際に軍を率いて北イタリアのボイイ族に制圧される。その包囲網の中でセンプロニウスは部下を抑え支援を待った。しかし数日経てボイイ族は攻撃を始め、野営地の塀の出入り口に駆け込み、ローマ軍が出撃困難となったが、野営地の外で戦うように持っていくとガリア人を撃破、しかし撃退に5000人のローマ人が戦死した。
センプロニウスは任期の終わり頃にプラケンティアに移り住み、それ以降の記録はよく分かってはいない。しかし紀元前193年にリグリア人がプラケンティアを攻撃しようとするとセンプロニウスはローマに使者を送り救援を要請、彼のもとでボイイ族と戦った退役兵が駆けつけ防衛を担った。